# Дарнопих Докія
Докі́я Дарнопи́х  (*1 березня 1895, Платнирівська — XX ст., Кубань?) — бандуристка, педагог.

## Життєпис
Народилася на Кубані. Закінчила Усть-Лабінську жіночу дворічну школу, Катеринодарську вчительську семінарію та Краснодарський вчительський інститут. Випускниця Другої кубанської кобзарської школи, заснованої 1916 р. Один із «піонерів кобзарської справи на Кубані» (вислів В. Ємця). Поруч з А. Чорним, В. Ляшенком та І. Семенишиним була однією з найталановитіших учнів В. Ємця.
Грала на діатонічній бандурі київського майстра А. Паплинського, яку їй подарував М. Богуславський. Як бандуристка-солістка активно пропагувала кобзарське мистецтво серед студентів та школярів. Учителювала. Намагалася продовжити виступи в часи совєтської влади, але несподівано зникла, «так, між іншим, як в більшовиків всі зникають» (вислів А. Чорного).